# Єлу Їлі
Єлу Їлі (кит.: 耶律夷列; д/н — 1163) — гурхан Каракитаїв і імператор Західного Ляо в 1150—1163 роках. Храмове ім'я Жень-цзун.

## Життєпис
Походив з киданської династії Єлу. Син Єлу Даші, гурхана Каракитаїв і імператора Західного Ляо, й Сяо Табуянь. Дата народження невідома, але на час смерті батька — 1143 року — він був досить малим. Напевне був християнином-несторіанцем, оскільки Їлі є варіантом імені Ілля. Владу перебрала його мати, що доволі успішно захищала володіння. 1150 році вона передала владу Їлі.
1151 року прийняв девіз правління Шаосін (紹興). Продовжив зміцнення господарства і управління держави, провів низку адміністративних реформ. За його наказом здійснено перепис населення, яким було нарахувало 84,5 тис. господарств. Став першим з правителів Західного Ляо карбувати власні монети в значній кількості.
У зовнішній політиці спрямував зусилля на дотримання миру із сусідами. 1156 року, коли цзіньський уряд віправив полководця Болундуня створити в районі Кедуньчена військове поселення, Елу Їлі відправив декілька сотень вояків, щоб провести цзіньців в цей район. Відбулися переговори з послами Болундуня, які завершилися безрезультатно.
1156 року карлуки на чолі із Айяр-беком повстали проти Ібрагіма III, хана Караханідів, васала Єлу Їлі. В результаті Ібрагім III загинув. На придушення повстання гурхан відправив Алі Чагрі-бека, який придушив заколот карлуків. Новим ханом Західнокараханідської держави став Чагрі-бек. Втім частина карлуків на чолі із Лачін-беком втекла до хорезмшаха Іл-Арслана. 1158 року останній рушив проти Чагрі-хана. На допомогу тому Єлу Їлі відправив 10-тисячне військо на чолі із ілек-туркменом Мухаммедом II. Втім у битві біля річки Зеравшан війська каракитаїв і караханідів зазнали поразки. За умовами миру карлуки поверталися свої землі.
Втім ця поразка послабила авторитет Каракитаїв в Середній Азії. Невдовзі хорезмшах зумів захопити Бухару. Разом з тим новий західнокараханідський хан Масуд II завдав поразки карлукам. Єлу Їлі помер 1163 року. Йому спадкував син Єлу Чжулху при регентстві сестри Єлу Пусувань.